# Miltochrista terminifusca
Miltochrista terminifusca là một loài bướm đêm thuộc phân họ Arctiinae, họ Erebidae.